# Libera Gioventù Tedesca
La Libera Gioventù Tedesca (in tedesco Freie Deutsche Jugend, FDJ) è stata l'organizzazione giovanile del Partito Socialista Unificato di Germania al tempo della Repubblica Democratica Tedesca.
L'organizzazione era composta da giovani, uomini e donne, di età compresa tra i 14 e i 25 anni, arrivando a raccogliere quasi il 75% dei giovani tedeschi orientali. L'obiettivo politico e ideologico della FDJ era quello di influenzare ogni aspetto della vita dei giovani nella DDR, formandoli al comportamento socialista. L'appartenenza alla FDJ era volontaria, ma chi non vi aderiva trovava più difficoltà nella vita di tutti i giorni (come ad esempio l'accesso all'università o alla carriera scelta). La maggior parte dei giovani che non vi aderirono lo fecero per motivi religiosi. L'organizzazione organizzava anche gli svaghi come vacanze per i giovani attraverso l'agenzia Jugendtourist o concerti.
Unica organizzazione giovanile riconosciuta nella RDT, la FDJ era membro della Federazione Mondiale della Gioventù Democratica e dell'Unione Internazionale degli Studenti. Nella Repubblica Federale Tedesca invece la FDJ in Westdeutschland, organizzativamente autonoma, è stata posta fuori legge nel 1954 per incostituzionalità.

## Antefatto
I primi gruppi della FDJ erano sorti in esilio - in quanto in Germania la Gestapo impediva la creazione di organizzazioni filo-comuniste - già prima della Seconda Guerra Mondiale, nel 1936 a Parigi e nel 1938 a Praga. Con la successiva occupazione tedesca di Cecoslovacchia e Francia l'attività della FDJ in questi paesi si arrestò, in quanto i suoi membri furono costretti a fuggire. Dall'aprile 1939 nacquero così nuovi gruppi della FDJ in Gran Bretagna ed in Scozia in particolare.
Il principale compito della FDJ in Gran Bretagna era il sostegno dei migranti, in particolare di giovani ebrei. Circa il 10% dei ragazzi tra i 14 ed i 18 anni che poterono espatriare in Gran Bretagna grazie ai Kindertransporte in seguito aderì alla FDJ. Sorsero gruppi in 23 città per un totale di circa 600 membri.
Dall'aprile 1943 la FDJ cominciò ad invitare i suoi membri ad entrare nell'esercito britannico: circa 150 membri aderirono a questo appello. Il 25 settembre la stessa FDJ come organizzazione entrò a far parte del "Comitato Nazionale per la liberazione della Germania", fondato a Londra. Al congresso costitutivo della Federazione Mondiale della Gioventù Democratica nell'ottobre 1945 la FDJ partecipò con una delegazione di otto rappresentanti ed ottenne il ruolo di osservatore. Le attività della FDJ in Gran Bretagna cessarono nell'estate 1947, in quanto circa 200 dei suoi membri tra la fine della guerra ed il 1947 erano tornati in Germania.

## La FDJ nella zona di occupazione sovietica e nella RDT

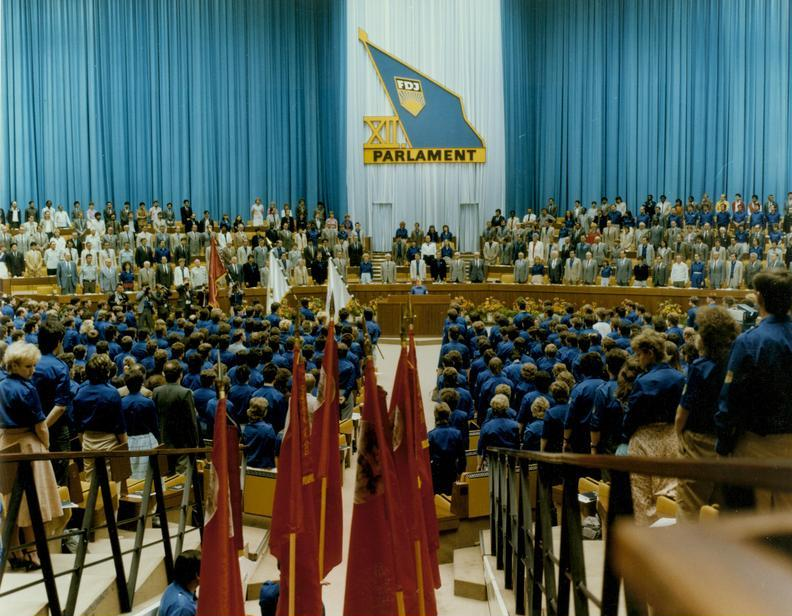
Una riunione plenaria del 'parlamento' della FDJ al Palast der Republik di Berlino Est nel 1985.

Già prima del suo rientro a Berlino, i vertici del KPD a Mosca avevano sviluppato un programma per le politiche giovanili nel dopoguerra: non si voleva più creare un'organizzazione giovanile comunista, bensì un'ampia organizzazione giovanile antiimperialista e democratica sotto il nome di "Libera Gioventù Tedesca" (Freie Deutsche Jugend). Nell'estate del 1945 l'Amministrazione militare sovietica di Berlino rese nota la costituzione di comitati giovanili ai quali avrebbe trasferito la guida dei giovani antifascisti, i quali avrebbero dovuto imparare a risolvere i problemi con le proprie forze. Il 1º settembre 1945 i rappresentanti di KPD e SPD si incontrarono per accordarsi sulla creazione di un comitato giovanile per l'intera zona di occupazione sovietica: da questi comitati sarebbe poi dovuta sorgere un movimento giovanile liberale tedesco. Per quanto anche l'SPD stesse lavorando alla creazione di una propria organizzazione giovanile, i suoi rappresentanti trovarono l'accordo con i comunisti per la creazione del "Comitato centrale giovanile antifascista" con parità di rappresentanza. Ad Erich Honecker sarebbe spettata la direzione del comitato. Per il comitato Honecker ottenne anche un membro proveniente dalla gioventù cattolica. Dopo che il KPD ebbe ottenuto la leadership nella costituzione del fronte unito antifascista nella zona d'occupazione sovietica, esso ottenne nel febbraio del 1946 anche l'approvazione politica da Mosca per la creazione della "Libera Gioventù Tedesca" nonché l'assenso di massima da parte dei socialdemocratici Grotewohl, Fechner e Schreiber. Il segretariato del Comitato Centrale stabilì la fondazione il 24 febbraio 1946, ma si dovette scontrare con la veemente resistenza delle chiese non coinvolte nelle fasi decisionali preliminari, le quali vedevano messo in pericolo il loro diritto ad avere proprie forze giovanili. Dopo che questo diritto fu riconosciuto, il 6 marzo l'Amministrazione militare sovietica in Germania comunicò a Wilhelm Pieck l'autorizzazione alla fondazione della FDJ, che sarebbe stata resa pubblica il giorno dopo. Il nome ed il simbolo (quest'ultimo leggermente modificato) vennero ripresi dall'originario gruppo di esiliati, di cui però la neonata FDJ non si poneva come erede giuridico. Il 7 marzo venne da allora considerato come giorno della fondazione della FDJ.
La FDJ venne ufficialmente riconosciuta dalla Federazione Mondiale della Gioventù Democratica alla riunione annuale di Otwock il 21 agosto 1948.

### Obiettivi dei primi anni
Gli obiettivi della FDJ erano esplicitamente indicati in un libretto in possesso dei suoi membri. Per il 1949 essi erano:
- il raggiungimento dell'unità della Germania;
- la diffusione nella gioventù tedesca degli ideali della libertà, dell'umanesimo, della democrazia combattiva, della pace e amicizia tra i popoli;
- la partecipazione attiva di tutti i giovani alla ricostruzione della patria;
- la creazione di una nuova Germania, che contempli una partecipazione attiva dei giovani all'amministrazione pubblica e che garantisca a tutti i giovani senza distinzione di provenienza, ricchezza e fede una buona formazione professionale, l'accesso a tutti i luoghi di formazione e cultura, la parità di retribuzione a parità di lavoro e vacanze e riposo a sufficienza;
- la promozione del senso di appartenenza giovanile attraverso lo sviluppo di tutti gli ambiti di interesse della vita: la formazione di gruppi di lavoro e gruppi di interesse in campo sociale, culturale e sportivo, nonché la promozione dell'escursionismo giovanile.

### Orientamento ideologico
L'organizzazione aveva lo scopo di introdurre i giovani all'ideologia del marxismo-leninismo e di allevare socialisti con coscienza di classe, per contribuire alla creazione della "società socialista sviluppata della Repubblica Democratica Tedesca". Essa era da intendersi come serbatoio ufficiale della SED, in quanto il partito non disponeva di una propria organizzazione giovanile, e la sua attività si svolgeva di conseguenza. L'approfondimento dell'amicizia con l'Unione Sovietica ed il sostegno a tutti i popoli del mondo in lotta contro il sistema imperialista erano gli obiettivi internazionali che la FDJ si era data. Ad esempio delle "FDJ-Brigaden" furono coinvolte nella costruzione del gasdotto "Drushba“ o della linea ferroviaria Baikal-Amur-Magistrale (BAM) in Unione Sovietica, o ancora lavorarono come cooperatori internazionali nel Nicaragua sandinista, in Mozambico ed in Angola. Un ruolo centrale spettò alla FDJ a seguito della soppressione delle organizzazioni giovanili della chiesa. Alcuni rappresentanti del mondo ecclesiastico avevano denunciato già nel 1946 che la "Libera Gioventù Tedesca nonostante la dichiarata volontarietà fosse diventata in realtà sempre più una 'gioventù obbligatoria' o una 'gioventù di stato' in una nuova veste". Negli anni Cinquanta i membri della FDJ furono mobilitati contro il lavoro giovanile nelle chiese.

### L'aspetto ricreativo

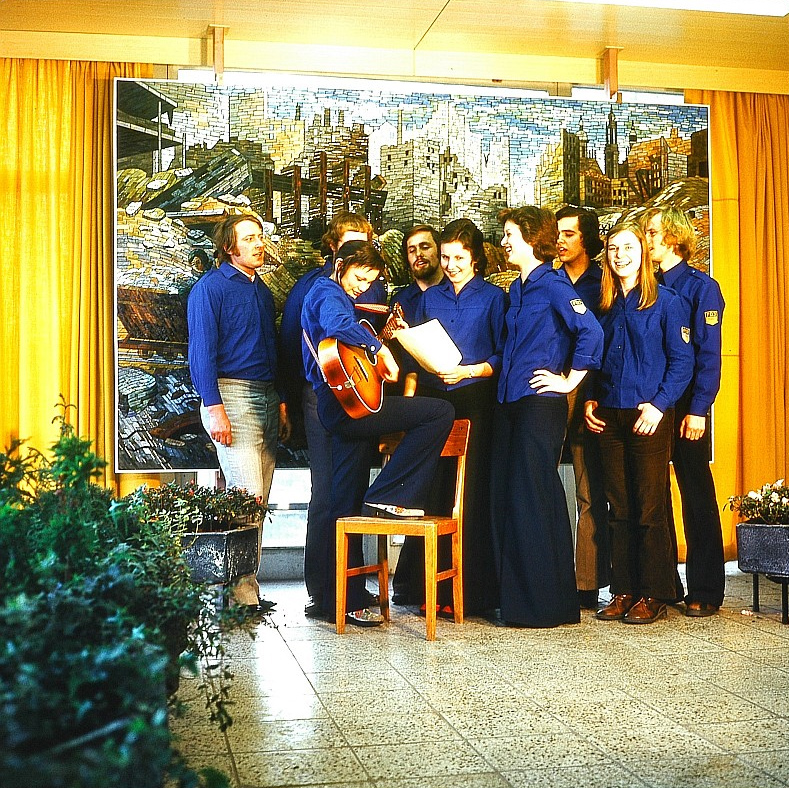
Un gruppo della FDJ mentre esegue un'attività ricreativa canora in una VEB di Dresda, nel 1975. (foto di Eugen Nosko)

Accanto agli obiettivi ideologici, anche l'organizzazione del tempo libero dei propri membri era un compito fondamentale della FDJ: essa organizzava la cultura giovanile ufficiosa della RDT. C'erano dunque offerte per il tempo libero, club giovanili, viaggi per giovani organizzati dalla correlata agenzia di viaggi Jugendtourist nonché numerosi ostelli per la gioventù. Attraverso la Jugendtourist non era però di solito possibile - per i membri ordinari - accedere a viaggi esteri verso l'occidente.
Alla FDJ spettava la direzione dell'Organizzazione dei Pionieri Ernst Thälmann. In ogni città maggiore c'era una casa dei pionieri, all'interno delle quali erano offerti numerosi gruppi di lavoro. Oltre a questo c'erano anche campi estivi dei pionieri, campi per esperti e stazioni dei Giovani Scienziati e Tecnici. Il campo centrale dei pionieri era il Pionierrepublik Wilhelm Pieck sul Werbellinsee di Berlino, al quale però venivano delegati dall'organizzazione solo i pionieri eccellenti.

### Struttura organizzativa

#### Principio del centralismo democratico
La FDJ, come tutti i partiti e le organizzazioni della RDT e come la RDT stessa, era organizzata secondo il principio del "centralismo democratico". Essa era costituita dalle seguenti unità organizzative, in ordine crescente di importanza:
- Gruppo (gruppo di classe scolastica, gruppo di studio, Jugendbrigade);
- Dipartimento (AFO nelle grandi fabbriche, unità della Nationale Volksarmee);
- Organizzazione di base (scuola, università, azienda);
- Direzione distrettuale (distretto in senso amministrativo o come unità di misura, ad esempio Direzione distrettuale della FDJ presso la STASI, nella Nationale Volksarmee, oppure presso i complessi industriali);
- Direzione di zona (il "Bezirk" era per dimensioni la seconda unità amministrativa della RDT e il massimo livello amministrativo era rappresentato dal Consiglio Centrale per la FDJ, con il Primo Segretario al suo vertice).

#### Appartenenza
I giovani potevano richiedere di essere ammessi alla FDJ al compimento del 14º anno di età. L'appartenenza era per statuto volontaria, anche se chi non vi faceva parte poteva avere degli svantaggi nell'ammissione alle scuole secondarie nonché nell'accesso a università e lavoro e per questo erano spesso sottoposti a forti pressioni da parte degli insegnanti "allineati" affinché aderissero all'organizzazione. Già alla fine del 1949 quasi un milione di giovani aveva aderito alla FDJ, cioè circa un terzo di tutti i giovani del paese. Solo a Berlino, dove per via della divisione in quattro zone erano ammesse anche altre organizzazioni giovanili, questa quota di adesione nel 1949 si fermava ad un 5% scarso. Nel 1985 l'organizzazione poteva contare su circa 2,3 milioni di membri, corrispondenti a circa l'80% di tutti i giovani tra i 14 ed i 25 anni presenti nella RDT. La maggior parte dei giovani terminava tacitamente la sua appartenenza al FDJ alla conclusione dell'apprendistato o degli studi con l'ingresso nel mondo degli adulti. Tuttavia, durante il servizio militare nella Nationale Volksarmee veniva valorizzata da parte dei responsabili (funzionari politici, segretario della FDJ) la riattivazione dell'appartenenza all'organizzazione. Il livello organizzativo era molto più alto nelle città che in campagna.
L'abbigliamento della FDJ consisteva in una camicia blu (Blauhemd) – per le ragazze una camicetta blu - con l'emblema del sole che sorge sulla manica sinistra. Il saluto dei suoi membri era "Amicizia!" ed il tesseramento costava dai 0,30 ai 5 marchi al mese.

#### Consiglio Centrale della FDJ
Il principale organo della FDJ era il Parlamento della FDJ, cioè l'assemblea dei delegati che aveva luogo ogni 4 anni. Il Parlamento eleggeva il Consiglio Centrale (Zentralrat der FDJ), composto da 120-130 membri, che guidava i lavori tra le sedute del parlamento. Il palazzo del Consiglio Centrale si trovava a Berlino in Unter den Linden (ora ospita la sede degli studi centrali della ZDF). Il vero organo esecutivo era però il Segretariato, a sua volta eletto dal Consiglio Centrale: esso era composto da 13 segretari ed era guidato dal Primo Segretario. Il presidente dell'organizzazione dei pionieri era anche segretario nel Consiglio Centrale.
Tra i Primi Segretari della FDJ vi furono anche Erich Honecker, Günther Jahn e Egon Krenz. L'ultimo Primo Segretario, in carica all'epoca della riunificazione tedesca, era Eberhard Aurich. Oltre a Erich Honecker ed Egon Krenz, altri funzionari del SED come Paul Verner, Wolfgang Herger, Joachim Herrmann, Hans Modrow e Wolfgang Berghofer cominciarono la loro carriera nella FDJ. Nell'apparato del Consiglio Centrale erano impiegati circa 400 dipendenti a tempo pieno.

### I Parlamenti della FDJ
I parlamenti erano le assemblee dei delegati, che si tenevano ogni 4 anni. Questi sono stati i 12 parlamenti della FDJ:
- 1° Parlamento (8-10 giugno 1946) a Brandenburg an der Havel

Partecipanti: 633 delegati, 400 ospiti
- 2° Parlamento (23-26 giugno 1947) a Meißen

Partecipanti: 841 delegati
- 3° Parlamento (1-5 giugno 1949) a Lipsia

Partecipanti: 1977 delegati
- 4° Parlamento (27-30 maggio 1952) a Lipsia

Partecipanti: 2539 delegati
- 5° Parlamento (25-27 maggio 1955) a Erfurt

Partecipanti: 1388 delegati, 659 ospiti
- 6° Parlamento (12-15 maggio 1959) a Rostock

Partecipanti: 1833 delegati
- 7° Parlamento (28 maggio-1º giugno 1963) a Berlino

Partecipanti: 2004 delegati
- 8° Parlamento (10-13 maggio 1967) a Karl-Marx-Stadt, oggi Chemnitz

Partecipanti: 2436 delegati, 311 ospiti
- 9° Parlamento (25-29 maggio 1971) a Berlino

Partecipanti: 2330 delegati, 401 ospiti
- 10° Parlamento (1-5 giugno 1976) a Berlino

Partecipanti: 3056 delegati, 470 ospiti
- 11° Parlamento (6-8 giugno 1981) a Berlino
- 12° Parlamento (21-24 maggio 1985) a Berlino, ultimo Parlamento della FDJ.

### Istruzione e media
La più alta istituzione educativa della FDJ era la Jugendhochschule "Wilhelm Pieck“ sul lago di Bogensee presso Bernau nel vecchio Bezirk di Francoforte sull'Oder.
Organo della FDJ era la Junge Welt, il quotidiano più diffuso della RDT. Per i funzionari della FDJ c'era la rivista Junge Generation. Accanto a questi dal 1947 al 1983 uscì anche il settimanale Forum, che si rivolgeva agli studenti ed a chi lavorava nelle università.
Il Consiglio Centrale della FDJ pubblicava anche il libro di canzoni Leben – Singen – Kämpfen (Vivere - Cantare - Combattere), che uscì complessivamente in 18 edizioni. La raccolta musicale è un misto di famosi canti popolari tedeschi ed internazionali e di canti socialisti-comunisti del movimento dei lavoratori.
Oltre a questo la FDJ aveva una forte influenza sulla programmazione televisiva per giovani della Deutscher Fernsehfunk.

### Grandi eventi politici

#### Raduni tedeschi
Nel 1950, 1954 e 1964 la FDJ organizzò per la Pentecoste a Berlino il raduno tedesco della gioventù per la pace e l'amicizia tra i popoli". Questi incontri dovevano, tra le altre cose, contribuire all'unità tedesca e rappresentare la contropartita su scala nazionale del Festival Mondiale della Gioventù e degli Studenti. Al primo raduno presero parte 700.000 giovani, all'ultimo nel 1964 500.000. Gli incontri prevedevano un programma culturale molto ricco nonché conferenze e dibattiti. La radio giovanile DT64 traeva il proprio nome dal raduno tedesco del 1964.
Al termine del primo raduno del 1950, 10.000 partecipanti cittadini della RFT, giunti in RDT per lo più illegalmente tramite l'intermediazione del KPD/SED, furono bloccati ad Herrnburg (presso Lubecca) e fu loro impedito il rientro in Germania dell'Ovest. Ad essi furono prescritte delle visite mediche nonché la registrazione dei nominativi per un presunto pericolo di epidemia. Questi cittadini, colti di sorpresa, si accamparono per due giorni sul lato orientale del confine dopodiché fu loro concesso il rimpatrio, anche senza l'adempimento delle prescrizioni precedentemente richieste.

#### Incontri di Pentecoste ed altri grandi raduni
Ai raduni quinquennali di Pentecoste partecipavano decine di migliaia di delegati nella città scelta per l'incontro, ad esempio l'ultima fu Berlino per la Pentecoste 1989. Ci furono inoltre due festival giovanili nazionali, uno nel 1979 ed uno nel 1984, nonché fiaccolate, raduni dell'amicizia e feste sportive.
L'ultima azione importante della FDJ fu la fiaccolata di Berlino in occasione del 40º anniversario della nascita della Repubblica Democratica Tedesca, il 6 ottobre 1989. In quell'occasione ogni scuola della RDT inviò a Berlino un membro della FDJ. Anche se in quell'occasione la cosa più vistosa furono gli applausi e le grida "Gorbi, Gorbi!“ che Michail Gorbačëv ricevette di fronte al Comitato Centrale della SED anche da esponenti direttivi della FDJ.

### L'ordine di combattimento del 1961
Il 18 agosto 1961, a seguito dell'irrigidimento dei rapporti con l'Occidente dovuto alla costruzione del muro di Berlino, il Consiglio centrale della FDJ diffuse un ordine di combattimento in previsione di una possibile guerra che conteneva l'esortazione "La patria chiama. Proteggi la repubblica socialista!", il cui obiettivo principale era quello di aumentare il numero dei volontari per la Nationale Volksarmee.

#### Richieste
Le richieste nell'ordine di combattimento erano:
- 1. Disponibilità alla difesa della patria degli uomini tra i 18 ed i 23 anni;
- 2. Garantire sostegno alla raccolta e alla realizzazione dei piani in campo produttivo;
- 3. Non ascoltare le emittenti dell'Ovest;
- 4. Sostenere la "Störfreimachung“, vale a dire una misura in cui tutte le imprese erano invitate a limitare l'importazione di prodotti della Germania dell'Ovest ovvero a sostituire le produzioni occidentali sviluppandone di proprie;
- 5. Votare per i candidati del Fronte Nazionale in occasione delle elezioni del 17 settembre 1961[8].

#### Conseguenze
Dopo la pubblicazione dell'ordine di combattimento nello Junge Welt, molti giovani seguirono l'esortazione e si arruolarono rapidamente nella Nationale Volksarmee. A tal fine vennero creati degli appositi reggimenti di FDJ. L'ordine di combattimento preparò il terreno alla legge di difesa del 24 gennaio 1962, che introdusse il servizio militare obbligatorio.

### Decorazioni
Decorazioni della FDJ erano tra le altre il "distintivo per il buon sapere" (oro, argento e bronzo), che veniva consegnato a fine anno scolastico dopo un esame sulla conoscenza dei principi del marxismo-leninismo, nonché la più alta onorificenza, che era la medaglia "Arthur Becker". Il premio artistico della FDJ si chiamava "medaglia Erich Weinert".

## La FDJ in Germania Ovest e il suo divieto
Il 9 dicembre 1945 Uschi e Max Rubinstein fondarono a Düsseldorf una delle prime associazioni sul territorio tedesco, ben tre mesi prima della nascita ufficiale della FDJ in Germania dell'Est. Un anno dopo la FDJ era presente anche in altre zone occidentali. Nei primi anni l'Ufficio Centrale era diretto da Helmut Heins, partigiano comunista di Amburgo, in seguito da Kurt Julius Goldstein e Josef Angenfort. Il 100% dei funzionari apicali apparteneva al KPD, mentre tra i membri la percentuale era di circa il 50%. Il loro obiettivo principale era quello di costruire una nuova Germania democratica, senza fascismo, senza militarismo e senza monopoli, con diritti sociali garantiti per bambini e giovani.
Nel 1950 la FDJ poteva contare in Germania dell'Ovest su circa 30.000 membri, principalmente nei sindacati giovanili. Sul territorio federale la FDJ contrastò la politica di riarmamento perseguita da Adenauer. Il 19 settembre 1950 arrivò la prima reazione dello Stato: il governo di Bonn dispose il divieto di accesso al pubblico impiego per tutti i membri di FDJ, KPD e VVN (Associazione dei Perseguitati dal Regime Nazista). Questa fu solo la misura preparatoria al bando dell'intera organizzazione della FDJ.
Ciononostante la FDJ preparò una consultazione popolare contro il riarmo: ci si aspettava un grande successo per via del diffuso antimilitarismo negli strati più giovani della popolazione a pochi anni dalla fine della guerra. Ma il 24 aprile 1951 il governo vietò il referendum con proprio decreto, in quanto anticostituzionale:
"1. La consultazione popolare 'contro la rimilitarizzazione e per la pace nel 1951', proposta dalla SED governatrice della zona di occupazione sovietica si propone con dissimulati obiettivi anticostituzionali di minare il libero e democratico ordine fondamentale della Repubblica Federale. La realizzazione di questa azione rappresenta un attacco all'ordine costituzionale della Federazione.
2. Le associazioni che sostengono questa azione, in particolare i comitati all'uopo costituiti nonché l'Associazione dei Perseguitati dal Regime Nazista (VVN), la Libera Gioventù Tedesca (FDJ), il Gruppo di lavoro pangermanico per l'agricoltura e silvicoltura ed il Comitato tedesco del lavoro, si orientano contro l'ordine costituzionale e sono pertanto vietate ai sensi dell'art. 9 comma 2 della Costituzione.
3. I governi regionali sono invitati a impedire ogni attività di queste associazioni favorevoli al referendum, ai sensi della legge sulla collaborazione tra Stato federale e regioni in tema di difesa della Costituzione del 27 settembre 1950."
Nel 1952 un membro della FDJ, Philipp Müller, fu ucciso ad Essen da un colpo sparato da un poliziotto durante la dispersione di una manifestazione non autorizzata; l'agente fu successivamente assolto. Il presidente della (legalmente non ancora) proibita FDJ in Westdeutschland, Josef Angenfort (KPD), fu accusato nel 1953 di alto tradimento e condannato a cinque anni di carcere.
Con sentenza del 16 luglio 1954 la Corte costituzionale federale tedesca sancì inoppugnabilmente la messa fuori legge della FDJ in Westdeutschland. Con questa sentenza divenne dunque esecutiva la messa al bando della FDJ in Westdeutschland per incostituzionalità dei suoi obiettivi secondo l'articolo 9 co. 2 della Costituzione in collegato con il paragrafo 129a del codice penale tedesco all'epoca vigente. Così da allora divenne proibita l'esibizione in pubblico di insegne e distintivi della FDJ in Westdeutschland in quanto considerato uso di simboli di organizzazioni anticostituzionali ai sensi del paragrafo 86a comma 1 n. 1 collegato al paragrafo 86 comma 1 n. 2 del codice penale tedesco, dunque punibile con la reclusione o con ammenda.
Il divieto sussiste anche oggi dopo la riunificazione tedesca, ma secondo un parere del Ministero degli Interni deve intendersi limitato alla specifica organizzazione FDJ in Westdeutschland. Tuttavia le insegne di FDJ in Westdeutschland e FDJ sono molto simili. L'uso in pubblico degli emblemi del FDJ è dunque suscettibile di creare sospetto iniziale di reato e di conseguenza determina il diritto e/o l'obbligo a procedere da parte delle autorità.
A Berlino Ovest l'organizzazione giovanile della SEW si chiamò fino al 1980 Freie Deutsche Jugend Westberlins (FDJW).

## Presidenti e primi segretari
| Adolf "Call" Buchholz | 1938–1942      |
| Horst Brasch          | 1941–1945      |
| Alfred Kleeberg       | 1945–1946      |
| Erich Honecker        | 1946–1955      |
| Karl Namokel          | 1955–1959      |
| Horst Schumann        | 1959–1967      |
| Guenther Jahn         | 1967–1974      |
| Egon Krenz            | 1974–1983      |
| Eberhard Aurich       | 1983–1989      |
| Frank Türkowsky       | 1989–1990      |
| Birgit Schröder       | 1990–1991      |
| Jens Rücker           | 1991–1995      |
| Andrea Grimm          | 1995–2002      |
| Ringo Ehlert          | 2002–2020      |
| Kattrin Kammrad       | 2020–in carica |

## Risultati elettorali
| Anno | Risultato | Seggi |
| ---- | --------- | ----- |
| 1950 | 5,36%     | 25    |
| 1954 | 6,22%     | 29    |
| 1958 | 6,22%     | 29    |
| 1963 | 8,06%     | 35    |
| 1967 | 8,06%     | 35    |
| 1971 | 8,06%     | 35    |
| 1976 | 8,06%     | 35    |
| 1981 | 8,00%     | 40    |
| 1986 | 8,00%     | 40    |